# Plicatounionidae
Famille
Les Plicatounionidae sont une famille fossile de mollusques bivalves.

## Liste des genres
Selon GBIF (10 octobre 2022) :
- Plicatounio Kobayashi & Suzuki, 1936

## Systématique
La famille des Plicatounionidae est décrite en 1987 par le paléontologue et carcinologiste taïwanais Jin-Hua Cheng (d).